# Rannenberg (Auetal)
Rannenberg ist einer der 16 Ortsteile der Gemeinde Auetal im Landkreis Schaumburg in Niedersachsen. Das Gut Bodenengern ist ein Teil des Orts.

## Geografie
Der Ort liegt eineinhalb Kilometer südlich von Rehren und der A 2. Es ist der südlichste der 16 Ortsteile des Auetals und grenzt im Süden an Rohdental und somit den Landkreis Hameln-Pyrmont.
Der Ort liegt am Süntel und Wesergebirge.
Das zu Rannenberg gehörende Gut Bodenengern liegt westlich des Ortskerns. Die beiden Siedlungsgebiete sind durch die L 434 getrennt.

## Geschichte
Der Ort wurde im Jahr 1332 unter dem Namen Randenberghe erstmals urkundlich erwähnt.
Das schwedische Adelsgeschlecht von Post hat Verbindungen nach Rannenberg, genauer nach Bodenengern. In 1561 ist Joachim von Post, der jüngere, zu Bodenengern und Rinteln nachweislich in Bodenengern geboren. Sein Vater war Joachim von Post, Besitzer von Holthausen unweit von Hameln, Bodenengern in Schaumburg samt Hof und Gütern in der Stadt Rinteln (der erste der Familie, der namentlich auf Bodenengern verwies). Wilhelm Mauritz von Post, Erbe von Bodenengern, Postholz und Bosfeld, Herr von Årby und Fornby, beide in der Gemeinde Rasbokil, Landkreis Uppsala (geboren 1625) ist nach Schweden ausgewandert und ist der letzte der Familie, der die namentliche Verbindung zu Bodenengern aufweist.
Durch die Aufteilung der Grafschaft Schaumburg in 1640 wurde der Ort der Landgrafschaft Hessen-Kassel zugeteilt.
Am 1. Dezember 1910 hatte der Ort 161 Einwohner und gehörte zum Kreis Rinteln. Am 1. März 1974 wurde Rannenberg in die Gemeinde Rehren eingegliedert und bereits am 1. April 1974 wurde die neue Gemeinde aufgelöst und der neuen Gemeinde Auetal zugewiesen.

## Dorfleben
Das Dorfleben findet großteils in diversen Vereinen statt. Es gibt eine Feuerwehr Kammeradschaft, die Dorfgemeinschaft Rannenberg e.V., eine Jagdgenossenschaft und Dofgemeinschaftshaus Rannenberg e.V., welcher auch das Dorfgemeinschaftshaus trägt.
Bei dem Dorfgemeinschaftshaus handelt es sich um das ehemalige Schulgebäude des Orts, welches 2004 neu gestaltet und renoviert wurde.
Die nächsten Schulen befinden sich in Rehren (Grundschule), Rinteln (Gymnasium, IGS), Obernkirchen (IGS).

## Infrastruktur
Die Hauptstraße des Orts, die Rannenberger Straße, führt durch den gesamten Ort und verbindet ihn gut mit Rehren und der L 434, welche ebenfalls nach Rehren oder über Hessisch-Oldendorf und Goldbeck nach Nordrhein-Westfalen führt.
Durch die in Rehren gelegene Auf- und Abfahrt der A 2, ist der Ort gut an das Straßennetz angebunden. Die nächsten Bahnhöfe befinden sich in Bückeburg, Hameln, Hessisch-Oldendorf, Rinteln und Stadthagen. Abgesehen von einem Schulbus fahren keine öffentlichen Verkehrsmittel durch das Dorf.
Die nächsten Einkaufsmöglichkeiten befinden sich in Rehren und Hessisch-Oldendorf.